# لي مارتن (سياسي)
لي مارتن (بالإنجليزية: Lee Martin)‏ هو فلاح وسياسي نيوزلندي، ولد في 7 فبراير 1870 في نيوزيلندا، وتوفي في 21 ديسمبر 1950. حزبياً، نشط في حزب العمال النيوزيلندي. وقد انتخب عضو مجلس النواب النيوزيلندي.